# Eyes Set to Kill
Eyes Set to Kill (также сокращают ESTK) — американская металкор, пост-хардкор группа из Темпе. Сестры Алексия и Анисса Родригес, вместе с бывшей вокалисткой Линдси Вогт основали группу в 2004 году. Линдси Вогт покинула группу в середине 2007 года из-за проблем с управлением группой. Она создала собственный музыкальный проект известный как «The Taro Sound», и, в конечном итоге, была сформирована группа «The Attraction». После того, как из Eyes Set to Kill ушла Линдси, Алексия заняла её место вокалиста, а также гитариста.
Альбом The World Outside получил хорошие отзывы музыкальных критиков, благодаря чему группа появилась на обложке журнала USA Today, как одна из «100 групп, которые вы должны знать», а также был размещен на MTV. Broken Frames получил пятидесятую позицию в чарте «Locals Only: The Best Albums and EPs in 2010».

## История группы
Название группы произошло из строчки одного из стихотворений Алексии, которое она написала в средней школе. История группы началась в 2003 году в Темпе, штат Аризона. Алексия Родригез (ритм-гитара, вокал), Анисса Родригез (бас-гитара) и Линдси Вогт (вокал) искали в своих родных местах остальных музыкантов для группы. Eyes Set to Kill брали в группу музыкантов из Chiodos, Blessthefall, Goodbye Tomorrow, My American Heart и Greeley Estates, которые являлись лишь временными и в течение несколько месяцев группа претерпевала множественные изменения в составе. В начале 2006 года к группе присоединились 3 музыканта — Алекс Торрес (гитара), Брэндон Андерсон (вокал) и Калеб Клифтон (ударные). Несмотря на изменения в составе, группа отправилась в студию для записи своего дебютного мини-альбома.

### When Silence Is Broken, the Night Is Torn(2006)
Дебютный EP был записан при участии гитариста Алекса Торреса и вокалистки Линдси Вогт. В альбом вошло 10 композиций, 6 из которых были перезаписаны для дебютного полноформатного альбома Reach. EP был продан тиражом в 10,000 копий.
Группа участвовала в туре «Zippo Hot Tour», выступая на разогреве у Papa Roach и (hed) P.E..

### Reach(2007—2008)
Дебютный альбом Reach был выпущен 19 февраля 2008 года. Первым синглом стала одноимённая композиция, затем «Darling».
Reach занял #29 позицию в чарте «Billboard Heatseekers» и #77 в чарте «Billboard’s Independent Music» и разошёлся тиражом 1,900 копий в первую неделю продаж в 2008 году.

### The World Outside(2008—2009)
Второй альбом The World Outside вышел 2 июня 2009 года. Алексия заявила, что этот альбом «намного мрачнее». 23 апреля 2009 года композиция «Heights» появилась на страничке My Space. Крэйг Мэббит стал приглашённым вокалистом в композиции «Deadly Weapons»
В первую неделю релиза альбом разошёлся тиражом в 2,400 копий в США. The World Outside занял #9 позицию в чарте «Billboard Heatseekers» и #29 в чарте «Independent Albums».
7 июля 2009 года было объявлено, что Алексия собирается записывать свой акустический EP. Запись началась 8 июля 2009 года. Также было объявлено, что лимитированное издание EP можно будет приобрести только на концертах.
25 марта 2010 года группа объявила о том, что закончила запись третьего альбома, однако не назвала дату релиза. Однако 26 марта 2010 года было объявлено, что альбом выйдет в июне 2010.

### Broken Frames(2010—2011)
Третий альбом Broken Frames был выпущен 8 июня 2010 года. 1 апреля 2010 года вышел первый сингл «All You Ever Knew». После выхода альбома из-за проблем с голосовыми связками группу покинул вокалист Брэндон Андерсон.
2 марта 2011 года было объявлено, что Eyes Set to Kill отправятся в тур «Vans Warped Tour 2011».

### Underground Sounds(2010—2011)
12 октября 2010 Алексия Родригез выпустила свой дебютный соло-альбом Underground Sounds. Альбом включает в себя несколько песен ESTK — «Coming Home», акустическую версию «Reach» и кавер на группу Radiohead «Climbing Up the Walls». 26 октября 2010 вышел первый сингл Алексии «Let Me In», песня также является бонус-треком на альбоме Broken Frames. 27 января 2011 года Алексия объявила о замене Грэга Кервина, его заменил Дэвид Молина на время тура по Аляске. В 2011 году Алексия участвовала в записи композиции «Cross-Eyed Catastrophe» из альбома The Black Crown группы Suicide Silence.

### White Lotus(2011—2012)
Группа участвовала в туре «Horror Nights Tour» с группами Aiden, Get Scared, Vampires Everywhere! и Dr. Acula с 13 мая по 23 июня.
27 апреля группа отправилась в студию в Окала, штат Флорида, с продюсером Эндрю Уэйдом для записи нового альбома. 11 мая была объявлено, что запись альбома завершена. Первая песня «The Secrets Between» появилась 7 июня 2011 года на сборнике «Warped Tour Compilation CD». 10 июня композиция стала доступна для бесплатного прослушивания на сайте www.revolvermag.com.
30 мая стало известно название альбома — White Lotus. 7 июня ESTK сообщили об основании собственного лейбла «Forsee Records».
В июне 2012 года было объявлено, что ESTK будут хэдлайнерами на «Show Your True Colors 2012» в северо-американском туре вместе с группами My Ticket Home и Awaken The Empire.

### Контракт с Century Media Records иMasks(2012—настоящее время)
19 июля 2012 было объявлено, что ESTK подписались на лейбл Century Media. Годом позже группа вошла в студию для записи нового альбома с продюсером Стивом Эветтсом. Релиз альбома был запланирован на весну 2013. 20 декабря 2012 группа собрала 1,000,000 отметок «Мне нравится» на сайте Facebook, пообещав выложить некоторые демо-версии песен из альбома, получившего название Masks. Masks был выпущен 17 сентября 2013 года.
7 февраля 2014 Чиско Миранда объявил о своём уходе из группы.

## Состав
| Нынешний состав - Алексия Родригез — чистый вокал (с 2007), ритм-гитара, клавишные, пианино (с 2003); бэк-вокал (2003-2006) - Анисса Родригез — бас-гитара (с 2003), бэк-вокал (с 2007) - Калеб Клифтон — ударные, перкуссия, семплы (с 2006) Сессионные участники - Джастин Уайтсел — соло-гитара (2011) - Дэвид Молина — соло-гитара (2011) - Манни Контрерас — соло-гитара (с 2014) | Бывшие участники - Линдси Вогт — чистый вокал (2003-2007) - Спенсер Меррилл — скрим (2003) - Остин Вандербур — скрим (2003–2005) - Брэндон Андерсон — скрим, клавишные, синтезатор, программирование (2005–2010) - Джастин Дэнсон — скрим, клавишные, синтезатор, программирование (2010) - Чиско Миранда — скрим (2010–2014), соло-гитара (2011-2014) - Зак Хансен — соло-гитара (2003–2005) - Джон Муди — соло-гитара (2005–2006) - Алекс Торрес — соло-гитара, бэк-вокал (2006–2007) - Грэг Кервин — соло-гитара (2007–2011) - Дэвид Фиппс — ударные, перкуссия (2003) - Милад Садеджи — ударные, перкуссия (2003–2006) |

## Дискография
Альбомы
- When Silence Is Broken, the Night Is Torn (2006)
- Reach (2008)
- The World Outside (2009)
- Broken Frames (2010)
- White Lotus (2011)
- Masks (2013)
- Eyes Set To Kill (2018)

DVD
- A Day with Eyes Set to Kill (2007)

## Награды и номинации

### Награды Revolver Golden Gods
| Год  | Номинируемая работа       | Награда                         | Результат    |
| ---- | ------------------------- | ------------------------------- | ------------ |
| 2010 | Алексия и Анисса Родригес | Самые горячие девушки в Металле | Номинированы |